# Grisetang
Grisetang (Ascophyllum nodosum på latin) (også kaldet Buletang) er en type brunalge, som dominerer det meste af den norske kyst.
Grisetang har blærer, men kan skelnes fra blæretang med sin lysebrune eller olivengrønne farve. Blærene fortæller også hvor gammel tangen er. Det er en blære for hvert år på et skud.  
Tangen vokser på dybder ned til 2 meters dybde, og findes langs hele norges kyst. Tangen trives ikke, hvor der er større bølger.
Grisetang blev tidligere anvendt som griseføde.